# Filigrana de papel
Filigrana o en inglés Quilling

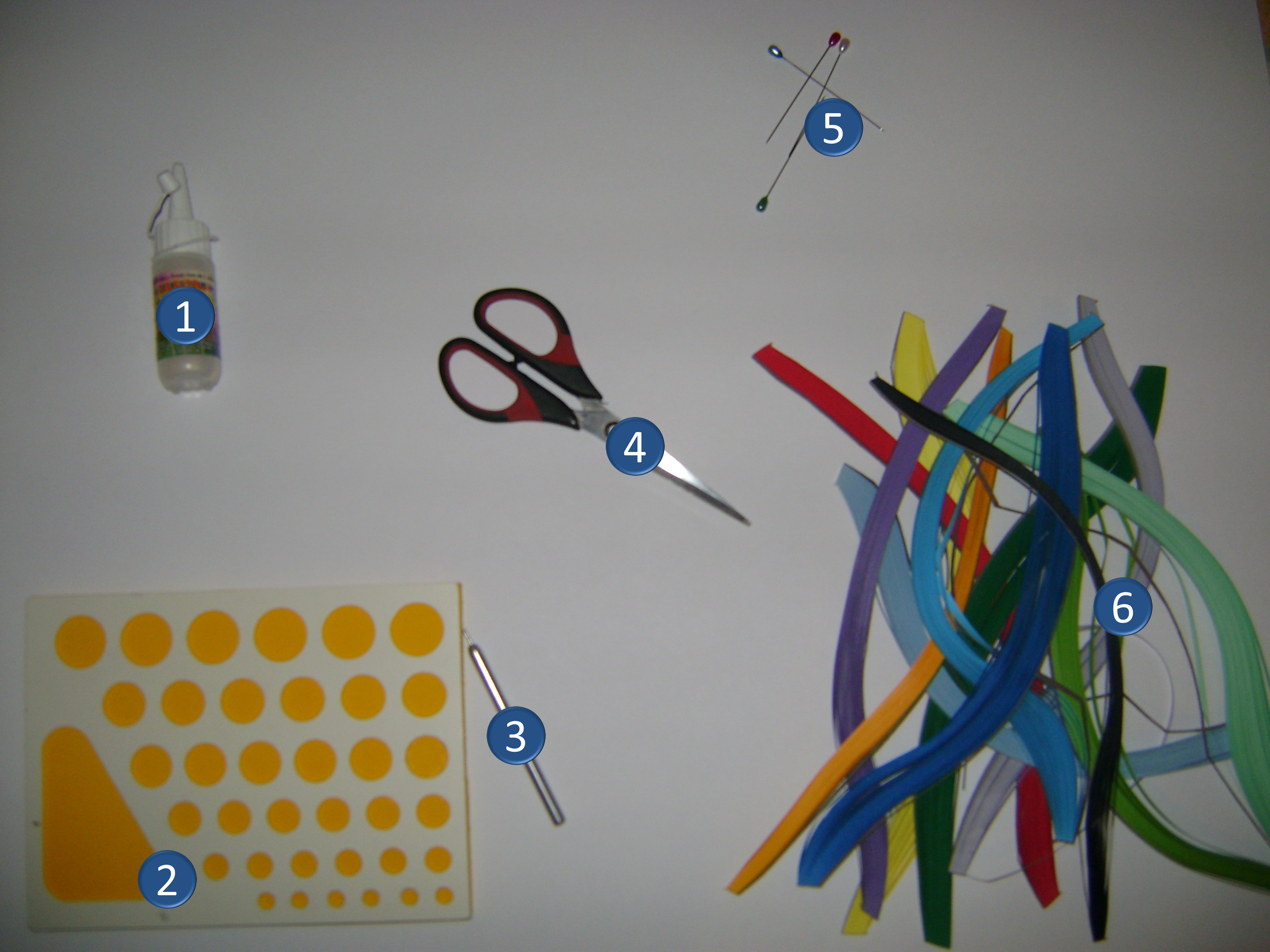
Materiales básicos para hacer filigrana: 1 Silicona 2 Plantilla de círculos 3 Enrollador 4 Tijera 5 Alfileres 6 Papel de colores en tiras

 es un arte que consiste en enrollar tiras de papel para crear diseños decorativos. La tira de papel se coloca en la ranura del enrollador, y se comienza a enrollar, se retira el círculo, se coloca en la plantilla y depende el diseño que se quiera hacer se pellizca alguna parte del círculo, y se pega en la punta.

## Historia
La historia del filigrana se remonta al  Egipto en donde el papiro era utilizado como base, siendo también notable en Oriente Medio y China.
Posteriormente, a comienzos del siglo V, esta técnica fue utilizada en Francia y en Italia por los monjes conventuales para embellecer y adornar imágenes sagradas, como sustituto sobre  la misma labor en oro y plata. Desde estos países se difundió a Inglaterra, donde fue muy practicada por las damas nobles del tiempo de los Esturados; se afirmó posteriormente, en el periodo victoriano.
Es una técnica artística que sirve para tarjetas , cuadros y accesorios de decoración y adornos de fiestas.